# Jolanta Januchta
Jolanta Strzelczyk z d. Januchta (ur. 16 stycznia 1955 w Bielsku-Białej) – polska lekkoatletka, specjalizująca się w biegach na średnich dystansach, olimpijka z Moskwy 1980.

## Życiorys
Zawodniczka MKS Beskid Bielsko-Biała, Piasta Gliwice, AZS Poznań i Gwardii Warszawa. Wychowanka trenera Jana Mazura, podopieczna trenera Jana Panzera. Olimpijka z Moskwy (1980): bieg na 800 metrów – 6. miejsce w finale (1:58,3), sztafeta 4 × 400 metrów – 6. miejsce w finale (3:27,9). 10-krotna mistrzyni kraju: na 800 m, 1500 m i sztafecie 4 × 400 m, 2-krotna mistrzyni Polski w hali na 800 m. Rekordzistka Polski w biegu na 800 m i 1000 m.
Trzecia zawodniczka Pucharu Świata w Rzymie (1981) w biegu na 800 m (1:58,32). Również 3. miejsce zajęła w Pucharze Europy (Zagrzeb 1981 – 1:58,30). 2-krotna medalistka halowych ME w biegu na 800 m: złoty medal w Sindelfingen (1980 – 2:00,6), brązowy medal w Mediolanie (1982 – 2:01,24). W mistrzostwach Europy w Atenach (1982) zajęła 4. miejsce w biegu na 800 m i 7. w sztafecie 4 × 400 m. W rankingu światowym magazynu Track & Field News zajmowała w biegu na 800 m następujące miejsca: 10. (1979), 8. (1980), 4. (1981) i 7. (1982).
Rekordy życiowe: 400 m – 52,53 (1982), 800 m – 1:56,95 (1980), 1000 m – 2:32,70 (1981) i 1500 m – 4:10,68 (1981).